# 5450 Sokrates
5450 Sokrates eller 2780 P-L är en asteroid i huvudbältet som upptäcktes den 24 september 1960 av den nederländsk-amerikanske astronomen Tom Gehrels och det nederländska astronomparet Ingrid van Houten-Groeneveld och Cornelis Johannes van Houten vid Palomarobservatoriet. Den är uppkallad efter den grekiske filosofen Sokrates.
Asteroiden har en diameter på ungefär 20 kilometer.